# Lumentza
El monte Lumentza, junto a la desembocadura del río Lea, tiene una altitud de 115 metros sobre el nivel del mar y está situado en el noreste de la provincia de Vizcaya, en el municipio de Lequeitio, comarca de Lea Artibai, a orillas del golfo de Vizcaya en el mar Cantábrico.
Antiguamente en esta zona había tres lugares denominados "Garraitz" (que podríamos traducir como "peña de fuego") [cita requerida], en los que al parecer se encendían hogueras para iluminar a los marinos la entrada a la bahía y el fondeadero. Se ha propuesto un significado similar para Lumetza si es cierta su relación con el término latino lumen, lumĭnis (luz) y el sufijo de abundancia -tza [cita requerida]. Otra posibilidad es que derive de plumbum (plomo), metal que pudo hallarse en la cueva homónima, situada en su ladera [cita requerida]. A los pies de dicha ladera surgió la villa declarada "conjunto monumental" por el notable patrimonio histórico-artístico que alberga [cita requerida].
La cima de Lumentza, como el cercano monte Otoio, sirvió de atalaya para otear el paso de las ballenas y avisar a los arrantzales (pescadores) para salir a su caza.

## Orígenes de la población
La existencia de habitantes prehistóricos en la cueva Lumentza (sita en su ladera) fue atestiguada por Telesforo Aranzadi y José Miguel de Barandiarán quienes excavaron la cueva a mediados del siglo XX. Los materiales hallados se exponen en el Museo Arqueológico, Etnográfico e Histórico Vasco [cita requerida].
Hay indicios que llevan a sospechar que los orígenes de presencia humana en este territorio se localizan hacia 30.000 a. C., en la cultura denominada Aurinaciense [cita requerida].
Asimismo han ido apareciendo restos arqueológicos de época romana (fines s. I d. C. - principios s. V), que indican la ya existencia de un asentamiento humano de dicha época, situado aguas arriba, en un recodo de la ria y con un pequeño puerto [cita requerida].
El origen de la villa es posiblemente una coincidencia de circunstancias tales como su ubicación en relación con el entorno más próximo y al ámbito territorial, la existencia de un camino que favorecía la comunicación entre la costa y el interior, una relativa facilidad de defensa, la posibilidad de contar con un puerto natural, la existencia de una ermita de advocación mariana construida por los pescadores hacia mediados del siglo VIII, a la postre intereses señoriales [cita requerida].
Territorio de escasa población, hasta el siglo XIV, va formando manifestación de burgo desde la implantación de su residencia unos cuantos caballeros, parientes mayores, posible constructores del monasterio de Santa María sobre la ubicación de la primitiva ermitaellos>>, adquirido posteriormente por Doña María Díaz de Haro, la Señora de Vizcaya, el año 1325, se reserva <<los mís Palaçios (....)cerca de la iglesia e una plaça ante [cita requerida].
Lequeitio es la primera villa en la parte nororiental de Vizcaya, - Ondarroa fundada en 1327, Markina en 1355, Guernica en 1366 - y cuyo núcleo originario, sería lo más seguro, el único de cierta importancia, (cuando en el siglo XII se erige la iglesia de San Pedro de Berriatua se argumentaba su necesidad por la lejanía de la de Santa María de Lequeitio, de la que eran feligreses sus habitantes [cita requerida].

## La villa amurallada
La primera existencia de un recinto cercado, procede del privilegio de fundación, que reconoce la existencia de la iglesia con su cementerio y una cerca.....dos portales( Atea y Elexatea), circundando la ladera de una a la otra, incluyendo el palacio (residencia de Los Señores), y equidistantes de Torrezar elevada dominante [cita requerida].
La fundación, en 1325, adquisición de la iglesia y sus pertenecidos a los originales propietarios, ciertos caballeros diviseros, que eran los patronos, supondrá el inicio de un proceso de desarrollo y transformación, en especial con la construcción de una muralla [cita requerida]. 
Ello será el elemento que garantiza el dominio del Señor de la villa, mayor seguridad y control en entradas y salidas, además implica diferencia jurídica, protección contra la gente rural o lucha de bandos y un tipo de urbanismo más regular y geométrico [cita requerida].
En 1334, el rey Alfonso XI, mandó construir la muralla, porque el concejo había acudido a él, siendo más tarde en 1427, efectuado una nueva ampliación. Según un documento en el Libro de Cuentas de la Fábrica de Santa María, escritura de 1540, más tarde, se trata de hacer una pared desde la iglesia (zona del primitivo cementerio), hasta unirse con el otro extremo de la muralla (el barrio Arranegui) [cita requerida].
También habrá habido en este tiempo, incorporación de nuevas puertas o portales secundarios, a las dos principales que comunicaban con el Camino Real, los de Zumaseta, Apalloa y Arranegi, o de Nuestra Señora del Buen Viaje, existiendo un total de cinco entradas en la muralla.
En 1853, fue demolida la parte más próxima a la iglesia, (puerta Elexatea), para ensanchar el camino al cementerio [cita requerida]. 

## Conjunto monumental
Entre los componentes de patrimonio histórico artístico que alberga el monte Lumentza a sús pies y ladera podemos citar:
- Calle Dendari: En un principio zona de artesanos y comerciantes.
- Torre Turpin: Estilo renacentista con sabor gótico (1520).
- Casa Salinas: Con un pintoresco cenador.
- Palacio Uriarte: Estilo barroco envolviendo una torre medieval.
- Convento de Santo Domingo: Establecida en 1368 en terrenos cedidos por Don Tello, XXII y último Señor de Vizcaya. Tercer convento en antigüedad después del de /Caleruega y Santo Domingo el Real (de Madrid) .
- Palacio de Uribarria: Construida en 1634 por el Capitán Bartolomé López de Sosoaga e Hipinza.
- Iglesia de Santa María y sú patrimonio interior.
- Antiguas murallas: Corresponden a la ampliación de finales del siglo XX.
- Humilladero de la Dolorosa: Como un hito del Camino de la Cruz, anterior a 1897.
- Torrezar: Posiblemente la construcción más antigua del conjunto.
- La Cueva de Lumentza.
- Calvario: